# Stazione di Magenta (Parigi)
La stazione di Magenta (in francese gare de Magenta) è una stazione ferroviaria di Parigi in Francia.